# 비스와

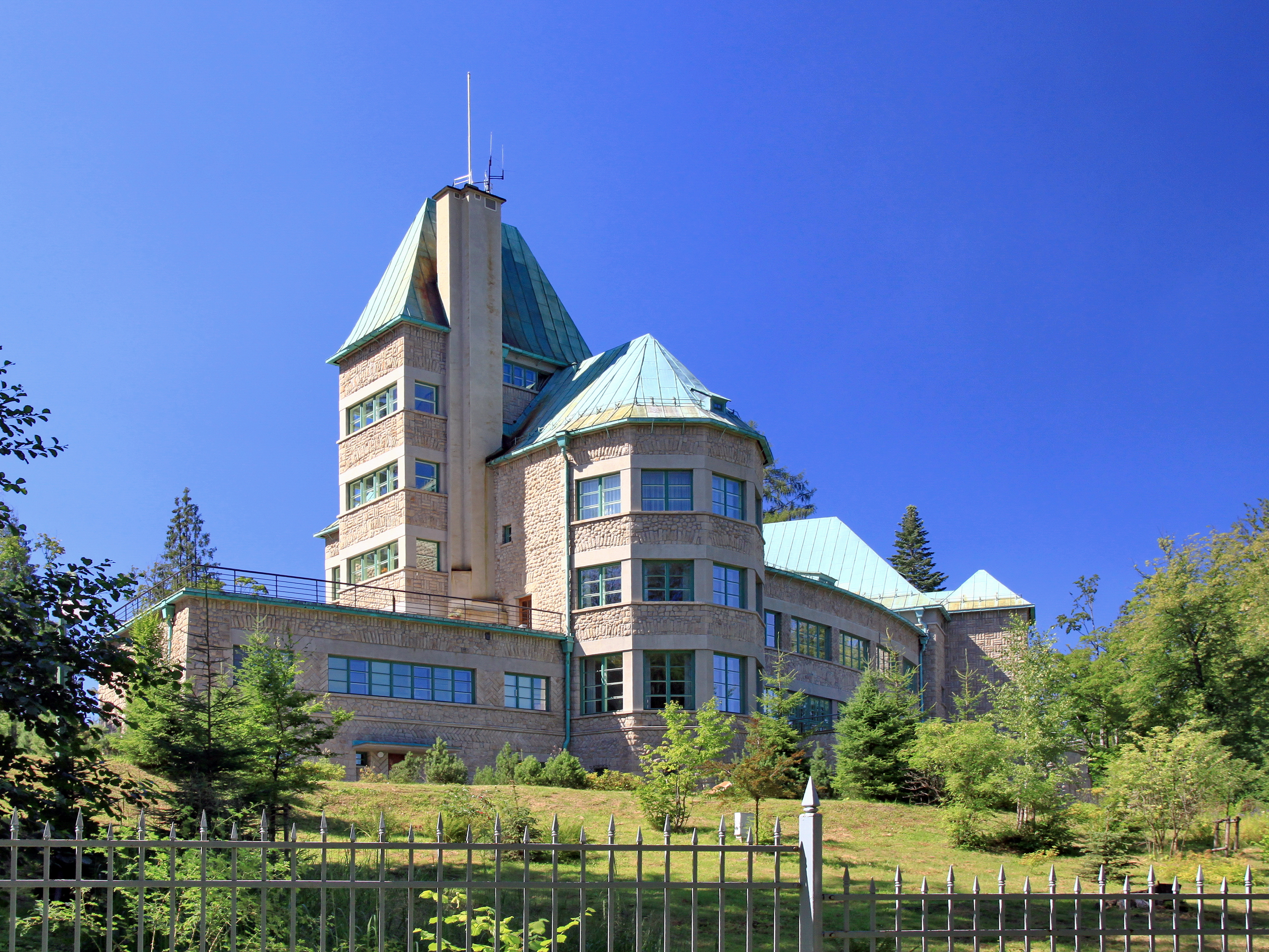
비스와 대통령궁

비스와(폴란드어: Wisła, 독일어: Weichsel 바이크셀[*], 체코어: Visla 비슬라[*])는 폴란드 남부 실롱스크주에 위치한 도시로 면적은 58.92km2, 인구는 15,414명(2007년 기준), 인구 밀도는 260명/km2이다. 체코 국경과 가까운 지점에 위치하며 도시 인근에 위치한 산악 지대에는 비스와강의 수원지가 있다.
보헤미아 왕국의 봉토로 남아 있던 16세기 말 또는 17세기 초반에 비스와강 유역에 구랄인이 정착하면서 마을이 형성되었으며 합스부르크 군주국의 지배를 받고 있던 1615년 문헌에 처음 등장했다. 1920년에 폴란드에 편입되었고 1962년에 도시 지위를 부여받았다. 스키점프로 유명한 도시로서 폴란드의 스키점프 선수인 아담 마위시의 출생지이기도 하다.

시 문장